# Tron: Dziedzictwo
Tron: Dziedzictwo (ang. Tron: Legacy) – amerykański film science fiction w reżyserii Josepha Kosinskiego z 2010 roku. Produkcja jest kontynuacją słynnego filmu Tron z 1982 roku. Reżyser pierwszego filmu, Steven Lisberger, powrócił w najnowszej odsłonie jako producent. Jeff Bridges ponownie wcielił się w rolę Kevina Flynna, Bruce Boxleitner w rolę Alana Bradleya, a Garrett Hedlund zagrał rolę Sama Flynna, teraz jako dorosły syn Kevina. W drugiej części wystąpiła również Olivia Wilde jako Quorra.
Film otrzymał nominację do Oscara za najlepszy montaż dźwięku.
W wybranych kinach produkcja była dostępna w technologii Disney Digital 3D i IMAX 3D. Dzięki współpracy z firmą RealD 3D grafika w niej została stworzona w cyfrowym 3D.

## Opis fabuły
Sam Flynn jest synem wynalazcy komputerowego i szefa firmy Encom, Kevina Flynna, który zaginął w 1989 roku. Od Alana Bradleya, bliskiego przyjaciela Kevina, otrzymuje informację, że jego ojciec żyje. Trop prowadzi do opuszczonego od lat salonu gier komputerowych, gdzie Sam odkrywa tajemnicę zniknięcia ojca. Aby go spotkać wkracza w wirtualny świat, w którym Kevin żył przez ostatnie 25 lat. Wraz z lojalną powierniczką Quorrą, ojciec i syn wyruszają na wyprawę przez wizualnie olśniewający, cyfrowy wszechświat, który stał się jeszcze bardziej zaawansowany i nadzwyczaj niebezpieczny. Muszą go uratować przed CLU, programem stworzonym przez Kevina, będącym jego nowym wcieleniem.

## Obsada
- Garrett Hedlund – Sam Flynn, syn Kevina Flynna
- Jeff Bridges – Kevin Flynn (Dyrektor generalny firmy ENCOM International, twórca popularnej gry zręcznościowej do automatów do gier TRON / CLU, nowe wcielenie Kevina Flynna
- Bruce Boxleitner – Alan Bradley, bliski przyjaciel Kevina
- Michael Sheen – Castor/Zuse
- Olivia Wilde – Quorra
- Beau Garrett – Gem
- James Frain – Jarvis
- Daft Punk – Dwa Programy MP3 (odpowiednik DJ-a)
- Yaya DaCosta – Siren
- Cillian Murphy – Edward Dillinger Jr
- Jeffrey Nordling – Richard Mackey (Przewodniczący zarządu Encomu)

## Marketing

### Pierwsze plakaty
19 grudnia 2009 r. Walt Disney Pictures ujawniło dwa pierwsze plakaty reklamujące film. Następne plakaty zostały opublikowane bezpośrednio w sieci.

### Zwiastuny
Pierwszy zwiastun kinowy został wydany 5 marca 2010 wraz z premierą Alicji w Krainie Czarów przedstawiający m.in. sceny ze świata Tron. Kolejny trailer został zaprezentowany 10 września 2010 z filmem Resident Evil: Afterlife.

## Wyróżnienia
Oscary 2010
- najlepszy montaż dźwięku - Gwendolyn Yates Whittle i Addison Teague (nominacja)

Austin Film Critics Association 2010
- najlepsza muzyka - Daft Punk (nagroda)